# Пескуло (Кампобасо)
Пескуло је насеље у Италији у округу Кампобасо, региону Молизе.
Према процени из 2011. у насељу је живело 23 становника. Насеље се налази на надморској висини од 604 м.